# テッド・テンプルマン
テッド・テンプルマン（Ted Templeman、1944年10月24日-）は、アメリカ合衆国の音楽プロデューサー。ワーナー・ブラザース・レコードに所属し、ドゥービー・ブラザーズ、ヴァン・モリソン、ヴァン・ヘイレン等の作品を手がけた。

## 来歴
カリフォルニア州サンタクルーズ出身。1960年代にドラマーとして音楽活動を開始し、タイキス等のバンドに参加。その後、タイキスはハーパース・ビザールと改名し、テッドはボーカルとギターにパート・チェンジして、1967年にデビュー。
ハーパース・ビザール解散後、テッドはワーナー・ブラザース・レコードのプロデューサーとなる。1971年には、ドゥービー・ブラザーズのデビュー作『The Doobie Brothers』やヴァン・モリソン『テュペロ・ハニー』を手がけ、特にドゥービー・ブラザーズとの関係は長く続くこととなる。1970年代前半には、キャプテン・ビーフハート・アンド・ザ・マジック・バンド、リトル・フィート、モントローズの作品にも携わった。
1976年には、カーリー・サイモン『見知らぬ二人』を手がける。同作には、ドゥービー・ブラザーズのメンバー達も演奏面で貢献した。1977年にはヴァン・ヘイレンのデビュー作『炎の導火線』（発表は1978年）を手がけ、同バンドとの関係は1980年代中期まで続く。
1980年代には、パトリック・シモンズやマイケル・マクドナルドといったドゥービー・ブラザーズ人脈のアーティスト、ヴァン・ヘイレン加入前のサミー・ヘイガー、ヴァン・ヘイレン脱退後のデイヴィッド・リー・ロス、その他エリック・クラプトンやエアロスミス等、多くのアルバムにクレジットされる。
1991年、ヴァン・ヘイレンの『For Unlawful Carnal Knowledge』で、7年ぶりに同バンドと共同作業を行う。1994年には、チープ・トリックの『Woke Up With a Monster』も手がけた。

## 主なプロデュース作品
- ドゥービー・ブラザーズ

『The Doobie Brothers』（1971年）、『Toulouse Street』（1972年）、『The Captain and Me』（1973年）、『What Were Once Vices Are Now Habits』（1974年）、『Stampede』（1975年）、『Takin' It to the Streets』（1976年）、『Livin' on the Fault Line』（1977年）、『Minute by Minute』（1978年）、『One Step Closer』（1980年）、『Farewell Tour』（1983年）、『World Gone Crazy』（2010年）
- ヴァン・モリソン

『Tupelo Honey』（1971年）、『Saint Dominic's Preview』（1972年/一部楽曲のみ）、『It's Too Late to Stop Now』（1974年）、『The Philosopher's Stone』（1998年）
- キャプテン・ビーフハート・アンド・ザ・マジック・バンド

『Clear Spot』（1972年）
- リトル・フィート

『Sailin' Shoes』（1972年）、『Time Loves a Hero』（1977年）
- モントローズ

『Montrose』（1973年）、『Paper Money』（1974年）
- カーリー・サイモン

『Another Passenger』（1976年）
- ヴァン・ヘイレン

『Van Halen』（1978年）、『Van Halen II』（1979年）、『Women and Children First』（1980年）、『Fair Warning』（1981年）、『Diver Down』（1982年）、『1984』（1984年）、『For Unlawful Carnal Knowledge』（1991年）
- ニコレット・ラーソン

『Nicolette』（1978年）、『In the Nick of Time』（1979年）、『Live at the Roxy』（1979年）、『Radioland』（1980年）
- トム・ジョンストン

『Everything You've Heard is True』（1979年）
- マイケル・マクドナルド

『If That's What it Takes』（1982年）、『No Lookin' Back』（1985年）、『Sweet Freedom』（1986年）、『Take It to the Heart』（1990年）
- パトリック・シモンズ

『Arcade』（1983年）
- サミー・ヘイガー

『VOA』（1984年）
- デイヴィッド・リー・ロス

『Crazy from the Heat』（1984年）、『Eat 'Em and Smile』（1986年）
- エリック・クラプトン

『Behind the Sun』（1985年/一部楽曲のみ）
- エアロスミス

『Done With Mirrors』（1985年）
- ブレットボーイズ

『Bulletboys』（1988年）、『Freakshow』（1991年）、『Za-Za』（1993年）
- チープ・トリック

『Woke Up With a Monster』（1994年）
- ロイヤル・クラウン・レヴュー

『Muzy's Move』（1995年）、『The Contender』（1998年）
- ベット・ミドラー

『Bathhouse Betty』（1998年/一部楽曲のみ）
- ジョーン・ジェット&ザ・ブラックハーツ

『Naked』（2004年）、『Sinners』（2006年）
他多数